# Comité de la jupe
Pour les articles homonymes, voir Magdala.
Le Comité de la jupe, Magdala depuis 2025, est une association loi de 1901 visant à promouvoir la place des femmes dans l'Église catholique. Elle a été fondée en 2008 par Anne Soupa et Christine Pedotti à la suite de propos du cardinal-archevêque de Paris André Vingt-Trois qu’elles qualifient de misogynes.

## Histoire
Le 6 novembre 2008, sur le plateau de Radio Notre-Dame, André Vingt-Trois, archevêque de Paris, est interrogé sur la possibilité pour les femmes de lire la Bible au cours des célébrations — ce qui est déjà habituel mais parfois remis en cause au sein de l'Église catholique. Il répond alors : 

« Le plus difficile, c’est d’avoir des femmes qui soient formées. Le tout n’est pas d’avoir une jupe, c’est d’avoir quelque chose dans la tête. »

Un comité d'une quinzaine de femmes, initié par Christine Pedotti et Anne Soupa, se constitue alors et dépose plainte auprès de l'Officialité de Paris, un tribunal ecclésiastique, au nom de « l'égale dignité des baptisés » hommes ou femmes. La plainte est retirée à la suite des excuses d'André Vingt-Trois pour sa « maladresse », mais le Comité de la jupe perdure,,.
En 2024, l'association compte environ 250 membres et revendique 3 000 abonnements à sa newsletter.
Le 14 avril 2025, le comité de la jupe annonce se renommer « Magdala », en référence à Marie la Magdaléenne.

## Actions
Le 11 octobre 2009, le comité organise une marche des « cathos citoyens ». La création de la Conférence catholique des baptisé-e-s francophones est annoncée.
En 2012, le Comité de la jupe crée sur son site web une carte collaborative pour repérer et dénoncer les paroisses où les femmes sont exclues du service de l'autel. Il en conclut que 39 % des paroisses sont concernées. Laurent Villemin, prêtre et professeur d'ecclésiologie, a jugé l'initiative « intéressante parce qu'elle contribuait à libérer la parole, en s'appuyant sur le réseau Internet. »
La présidente du Comité de la Jupe, Anne Soupa, a présenté sa candidature au poste d'archevêque de Lyon, après la démission de cardinal Barbarin. À sa suite, sept autres femmes ont déposé le 17 juillet à la nonciature de Paris leur candidature à des postes de responsabilité dans l'Église.
Les actions de l'association, mobilisée dès l’origine pour l’accès des femmes aux responsabilités dans l’Église et pour une relecture moins patriarcale de l’histoire sacrée et de l’anthropologie chrétienne, s'étendent progressivement à d’autres revendications en opposition frontale au magistère, tel l’accès des femmes aux ministères ordonnées (prêtrise et diaconat) ou le droit à l’avortement et à la contraception.

## Ouverture interreligieuse
Le 9 mars 2013, le comité organise avec la CCBF (Conférence catholique des baptisé-e-s francophones) un « Conclave des femmes » pour débattre de l'avenir de l'Église catholique.
Le CDJ coorganise La Nuit des femmes à Troyes avec le centre Rachi en 2017[source insuffisante].

## Publication
Le CDJ a édité une brochure didactique qui résume l’histoire des relations entre femmes et Église : Femmes et catholicisme, qu’est-ce qui cloche ?[réf. nécessaire]

## Critique
En 2009, Laurent Villemin, prêtre et professeur d'ecclésiologie, se montre très critique envers la Conférence des baptisés de France.